# Carissa Moore
Carissa Moore, född 27 augusti 1992 i Honolulu, Hawaii, är en amerikansk surfare.

## Karriär
Moore har vunnit VM-guld i surfing vid 5 tillfällen. Vid OS 2020 tog hon hem guldet i disciplinen shortboard.